# Trois ours et un chaperon rouge
Trois ours et un chaperon rouge (The Bear's Tale) est un court métrage d'animation américain réalisé par Tex Avery et sorti en 1940. Il met en scène les Trois Ours.

## Synopsis
Leur porridge étant trop chaud, papa Ours, maman Ours et bébé Ours partent faire une promenade en vélo. Boucle d'or arrive dans la maison de sa grand-mère mais le loup est déjà là. Il la met dehors car il attend le Petit Chaperon rouge. Puis, il se ravise et part en taxi pour la maison des ours.